# سلطة الراعي
سلطة الراعي أو سلطة جوبان أو شوبان (بالتركية: Çoban salatası) هي سلطة نشأت من المطبخ التركي والأذري وتتكون من طماطم مفرومة ناعماً (يفضل أن تكون مقشرة) وخيار وفلفلية خضراء طويلة وبصل وبقدونس ذو أوراق مسطحة. تتكون التَّابِلِيَّة من عصير الليمون وزيت الزيتون والملح.

## نظر أيضا
- سلطة عربية
- سلطة يونانية
- سلطة صربية
- قائمة السلطات